# Aplidium dissectum
Aplidium dissectum is een zakpijpensoort uit de familie van de Polyclinidae. De wetenschappelijke naam van de soort is voor het eerst geldig gepubliceerd in 2011 door Sanamyan & Sanamyan.